# Vladimir Zografski
Vladimir Zografski, bolgarski smučarski skakalec, * 14. julij 1993, Samokov, Bolgarija.
Zografski je član kluba SC Samokov in bolgarske državne reprezentance. Njegov oče Emil Zografski je nekdanji skakalec, ki od začetka kariere deluje kot eden njegovih trenerjev. Na svetovnih mladinskih prvenstvih je osvojil naslov prvaka leta 2011 v Otepääju. V svetovnem pokalu je debitiral 14. decembra 2008, ko je zasedel 43. mesto v Pragelatu. Prvič se je uvrstil med dobitnike točk 17. decembra 2010 z 28. mestom v Engelbergu. 3. decembra 2011 se je z osmim mestom prvič uvrstil v prvo deseterico na tekmi v Lillehammeru. To mu je v karieri uspelo še 15. decembra 2012 z desetim mestom v Engelbergu in 24. novembra 2018 v Ruki, ko je s šestim mestom dosegel uvrstitev kariere. Leta 2023 je s po tremi zmagami in drugimi mesti osvojil skupno zmago v Poletni veliki nagradi. Nastopil je na zimskih olimpijskih igrah v letih 2014, 2018 in 2022, najboljšo uvrstitev je dosegel s 14. mestom na srednji skakalnici leta 2018. Na svetovnih prvenstvih je nastopil osemkrat, najboljšo uvrstitev je dosegel s 30. mestom v letih 2015 na srednji in 2019 na veliki skakalnici. Leta 2019 je na Letalnici bratov Gorišek v Planici postavil svoj osebni rekord z dolžino 214 m, ki je tudi bolgarski državni rekord.